# Množični pogin ptic
O množičnem poginu ptic govorimo, kadar na omejenm prostoru v kratkem času pride do pogina večjega števila ptic.
Poglavitni razlogi za množične pogine ptic so ekstremne vremenske razmere, stradanje, nalezljive bolezni, zastrupitve ter trki z zgradbami in drugimi objekti. Vzroki so lahko naravni ali antropogeni, včasih tudi kombinacija obojega.

## Primeri po svetu

#### Tragedija ostrogležev
V noči iz 13. na 14. marec leta 1904 je na območju velikem ca 4.000 km2 v jugozahodni Minesoti in severozahodni Iovi poginilo več milijonov ostrogležev (Calcarius lapponicus). Gre za ptice pevke iz družine strnadov, ki gnezdijo na visokem severu. Ostrogleže, ki so se v velikem številu vračali iz prezimovališč v prerijah Iove proti gnezdiščem na skrajnem severu Amerike, je v Minesoti presenetilo obsežno snežno neurje. Večina ptic je poginila zaradi udarca, ko so z veliko hitrostjo dezorientirane trčile ob tla oz. ob stavbe. Manjši del jih je poginilo zaradi podhladitve, ko so izčrpane pristale v mokrem snegu. Samo na območju vasi Worthington, ki je bila sicer v središču območja pogina, so število trupel ocenili na 1,5 milijona.

#### Izginjanje indijskih jastrebov
Od sredine devetdesetih let 20. stoletja je na Indijskem podkontinentu poginilo več kot 10 milijonov jastrebov. Predvsem so prizadete vrste sajasti plešec (Gyps bengalensis), Gyps indicus in Gyps tenuirostris, ki so zdaj vse kritično ogrožene

. Sajasti plešec, ki je bil pred katastrofo najštevilčnejša velika ujeda na svetu, je do leta 2007 upadel za 99,9%

. Leta 2003 so odkrili, da je vzrok pogina veterinarsko protivnetno in protibolečinsko zdravilo diklofenak, s katerim so zdravili govedo. Indijska vlada je proizvodnjo in prodajo diklofenaka prepovedala leta 2006

. Kljub prizadevanjem naravovarstvenikov se upadanje indijskih jastrebov zaenkrat še ni ustavilo.

#### Silvestrski pogin škorčevcev v Arkansasu
Na silvestrovo 2010, je v mestecu Beebe v Arkansasu poginilo blizu 5000 ptic, večinoma rdečeperutih škorčevcev in nekaj evropskih škorcev. Ptice so začele padati z neba tik pred polnočjo, na območju velikem kvadratno miljo. Prve analize so pokazale, da so ptice umrle zaradi udarca. Videti je, da je več močnih detonacij ptice splašilo s skupinskega prenočišča, nato pa jih je pokanje pirotehnike prisililo, da so panično letale nizko nad tlemi, kjer so se zaletavale v hiše in drevesa
.
Rdečeperuti škorčevci so v severni Ameriki zelo pogosta vrsta, ki se pozimi združuje v velike jate. Na velikih skupinskih prenočiščih se lahko zbere več desettisoč ptic, tudi do 20 milijonov in več
.
Prvi izvidi Ameriškega veterinarskega centra za prostoživeče živali so pokazali, da ptice niso bile zatrupljene z organofosfatnimi ali karbamatnimi pesticidi. Dodatne raziskave še potekajo
. 

## Primeri v Sloveniji

#### Pogin sivih čapelj pri Muti
Sredi avgusta 2005 je pri Muti, na ribogojnici podjetja Ribe d.o.o. in v njeni bližini, poginilo več kot 60 sivih čapelj. Prizadete čaplje so anemično ždele na mestu in v nekaj dneh poginile
.
Veterinarske raziskave niso odkrile vzroka pogina
,
znaki pa so kazali na zastrupitev ali bolezen
.